# Старотатишево
Старотати́шево (рос. Старотатышево, башк. Иҫке Татыш) — село у складі Ілішевського району Башкортостану, Росія. Входить до складу Ябалаковської сільської ради.
Населення — 451 особа (2010; 485 у 2002).
Національний склад:
- башкири — 92 %